# Hino do Céu
O Hino do Céu é o oitavo álbum de estúdio do cantor evangélico americano Phil Wickham . O álbum foi lançado no dia 25 do mês de junho do ano de 2021, pela Fair Trade Services e pela Columbia Records . O álbum tem a participação de Brandon Lake.
O álbum foi ajudado pelo lançamento de " Battle Belongs ", " House of the Lord " e " Hymn of Heaven " como singles. "Battle Belongs" alcançou a 13• posição na parada Bubbling Under Hot 100 e a segunda na parada Hot Christian Songs . "O casa do Senhor" alcançou a 12ª posição na parada Bubbling Under Hot 100 e a primeira na parada Hot Christian Songs. "O hino do Céu" alcançou a 3ª posição na parada melhores músicas evangélicas. " It's Always Been You " foi lançado como single promocional. O hino do Céu será promovido com a turnê noites de adoração, seguida pelo  Tour cante junto e pelo tour do hino do Céu 2022, abrangendo cidades dos Estados Unidos. O álbum estreou em primeiro lugar no Top Christian Albums Chart ' Billboard nos Estados Unidos, e em sexto lugar no Official Christian &amp; Gospel Albums Chart no Reino Unido. Foi nomeado ao Billboard Music Award de Melhor Álbum Cristão no Billboard Music Awards de 2022.

## Acontecimentos
A Billboard informou pela primeira vez que o hino do Céu era o próximo álbum de estúdio do cantor Phil Wickham, com lançamento previsto para 25 do mês de junho do ano de

## Lançamento e promoção

### Singles
" Battle Belongs " foi lançado como o primeiro single do o hino do Céu no dia 4 do mês de  setembro de 2020. "Battle Belongs" alcançou a 13ª posição na parada Bubbling Under Hot 100, e a 2ª na parada Hot Christian Songs .
" House of the Lord " foi lançado como o segundo single do álbum no dia 2 do mês de abril do ano de 2021. "O casa do Senhor" alcançou a 12ª posição na parada Bubbling Under Hot 100, e a 1ª posição na parada de melhores músicas cristãs.
" Hymn of Heaven " foi lançado como o terceiro single do álbum no dia 11 do mês de fevereiro do ano de 2022. "o hino do Céu" alcançou a posição 3 na parada melhores músicas cristãs.